# بيتر أومودويموكي
بيتر أومودويموكي (بالإنجليزية: Peter Omoduemuke)‏ (23 أكتوبر 1983 في نيجيريا - ) هو لاعب كرة قدم نيجيري في مركز الوسط. لعب مع بولتيهنيكا تيميسوارا ونادي أسترا جورجو ونادي ألساندريا ونادي بارتيزان ونادي بياترا نيامتس ونادي تان كوانغ نين وVissai Ninh Bình FC ‏ ونادي أوبليتش وDong Nai FC ‏ وACS Minerul Lupeni ‏ وVigevano Calcio ‏ وUS Massese 1919 ‏ وCS Otopeni ‏ وFC Politehnica II Timișoara ‏.

## وصلات خارجية
- بيتر أومودويموكي على موقع قاعدة بيانات كرة القدم.إي يو (الإنجليزية)
- بيتر أومودويموكي على موقع Soccerway.com (الإنجليزية)